# Kruipend geleimosdiertje
Het kruipend geleimosdiertje (Cristatella mucedo) is een mosdiertjessoort uit de familie van de Cristatellidae.  De wetenschappelijke naam van de soort is voor het eerst geldig gepubliceerd in 1798 door Georges Cuvier.

## Beschrijving
Het kruipend geleimosdiertje is een kolonievormende soort die in zoetwater leeft. De kolonie, waarbij de individuele zoïden in parallelle of concentrische rijen zijn gerangschikt, heeft de vorm van een rups waaroverheen een wittige, half doorzichtige, gelei-achtige laag zit. De kolonies worden een paar centimeter groot en kunnen zich enkele centimeters per dag verplaatsen. Daarbij hebben de neiging om zich om een takje van een waterplant te draaien.

## Voorkomen
Het kruipend geleimosdiertje geeft de voorkeur aan koude klimaatwateren en is te vinden in het noordoosten van Noord-Amerika (Canada, en de Verenigde Staten), Noord-Europa (inclusief het Verenigd Koninkrijk, Litouwen, Noorwegen, Finland en Nederland), Nieuw-Zeeland en vele andere plekken vanaf zeeniveau tot 1116 meter boven zeeniveau.

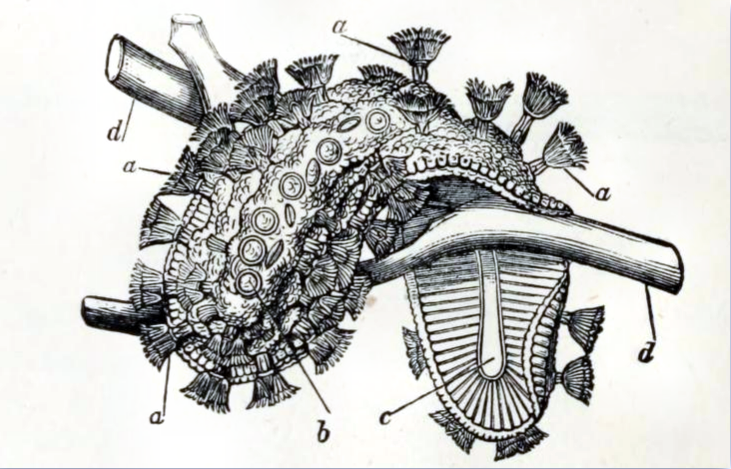
Cristatella mucedo kruipt over een steel van waterwier;
a) poliepen met hoefijzervormige tentakelkroon
b) statoblasten gezien door de weefsels
c) spierzool waardoor het dier kruipt
d) stengel van wateronkruid